# Paul Lynch
Paul Lynch, född 9 maj 1977 i Limerick i Irland, är en irländsk författare.

## Priser och utmärkelser
- Bookerpriset 2023 för Prophet song (Profetens sång)